# Wraxall (Dorset)
Pour les articles homonymes, voir Wraxall (homonymie).
Wraxall est une paroisse civile et un village du Dorset, en Angleterre.